# Helvécio Ratton
Helvecio Ratton nacido en Divinópolis el 14 de mayo de 1949 (75 años) es un director de cine, guionista y productor brasileño.
Exiliado en Chile en los setenta como consecuencia de la dictadura militar en Brasil, trabajo en varias producciones cinematográficas

## Filmografía

### Como director
- O Lodo (2021)
- O segredo dos Diamantes (2014)
- O mineiro e o queijo (2011)
- Pequenas Histórias (2007)
- Batismo de Sangue (2006)
- O Casamento de Iara (2004)
- Uma Onda No Ar (2002)  Radio Favela
- Amor & Cia (1998)
- Menino Maluquinho - O Filme (1994)
- A Dança dos Bonecos (1986)
- Em Nome da Razão (1979)